# Hrithik Roshan
Hrithik Roshan, född 10 januari 1974 i Bombay, Indien, är en indisk skådespelare. 
Hrithik Roshan är son till Rakesh Roshan, som är en känd regissör. Hans ex-fru är Sussanne Khan, dotter till den kända skådespelaren Sanjay Khan. Skådespelaren Zayed Khan är Sussanes bror. Han har två barn med Sussanne, Hreehan och Hridhaan Roshan. 
Hrithik Roshan har vunnit ett flertal priser, däribland Kaho Naa... Pyaar Hai (2000), Koi mil gaya (2003) och Krrish (2006). Han är också känd ifrån 'Dhoom 2' och 'Kites'. Han blev utsedd till att vara en av värdens hetaste män.